# Michael Goldschmidt
Michael Goldschmidt (ur. 16 września 1987 w Bostonie) – amerykański snowboardzista. Nie startował na igrzyskach olimpijskich. Na mistrzostwach świata najlepszy wynik uzyskał na mistrzostwach w Arosa, gdzie zajął 48. miejsce w halfpipe’ie. Najlepsze wyniki w Pucharze Świata osiągnął w sezonie 2004/2005, kiedy to zajął 24. miejsce w klasyfikacji halfpipe’a. Jest brązowym medalistą mistrzostw świata juniorów w halfpipe’ie z 2004 r.

## Sukcesy

### Mistrzostwa Świata
| Miejsce | Dzień       | Rok  | Miejscowość | Konkurencja | Zwycięzca      |
| ------- | ----------- | ---- | ----------- | ----------- | -------------- |
| DNF     | 19 stycznia | 2007 | Arosa       | Big Air     | Mathieu Crepel |
| 48.     | 20 stycznia | 2007 | Arosa       | Halfpipe    | Mathieu Crepel |

### Puchar Świata

#### Miejsca w klasyfikacji generalnej
- 2004/2005 – –
- 2005/2006 – 195.
- 2006/2007 – 120.
- 2007/2008 – 159.

#### Miejsca na podium
1. Bardonecchia – 11 lutego 2005 (Halfpipe) – 3. miejsce